# براندان كاري
براندان كاري (بالإنجليزية: Brendan Curry)‏ هو لاعب كرة مضرب جنوب أفريقي، ولد في 21 ديسمبر 1971 في بورت إليزابيث في جنوب أفريقيا.

## وصلات خارجية
- براندان كاري على موقع رابطة محترفي التنس (الإنجليزية)
- براندان كاري على موقع الاتحاد الدولي لكرة المضرب (الإنجليزية)
- براندان كاري على موقع خلاصة التنس.كوم (الإنجليزية)